# Premium (film, 2006)
Pour les articles homonymes, voir Premium.
Premium est un film américain réalisé par Pete Chatmon en 2006.

## Distribution
- William Sadler : Cole Carter
- Frankie Faison : Phil
- Hill Harper : Ed
- Zoë Saldaña : Charli
- Eva Marcille : Farrah